# 合作大樓
22°59′37″N 120°11′42″E / 22.99361°N 120.19500°E

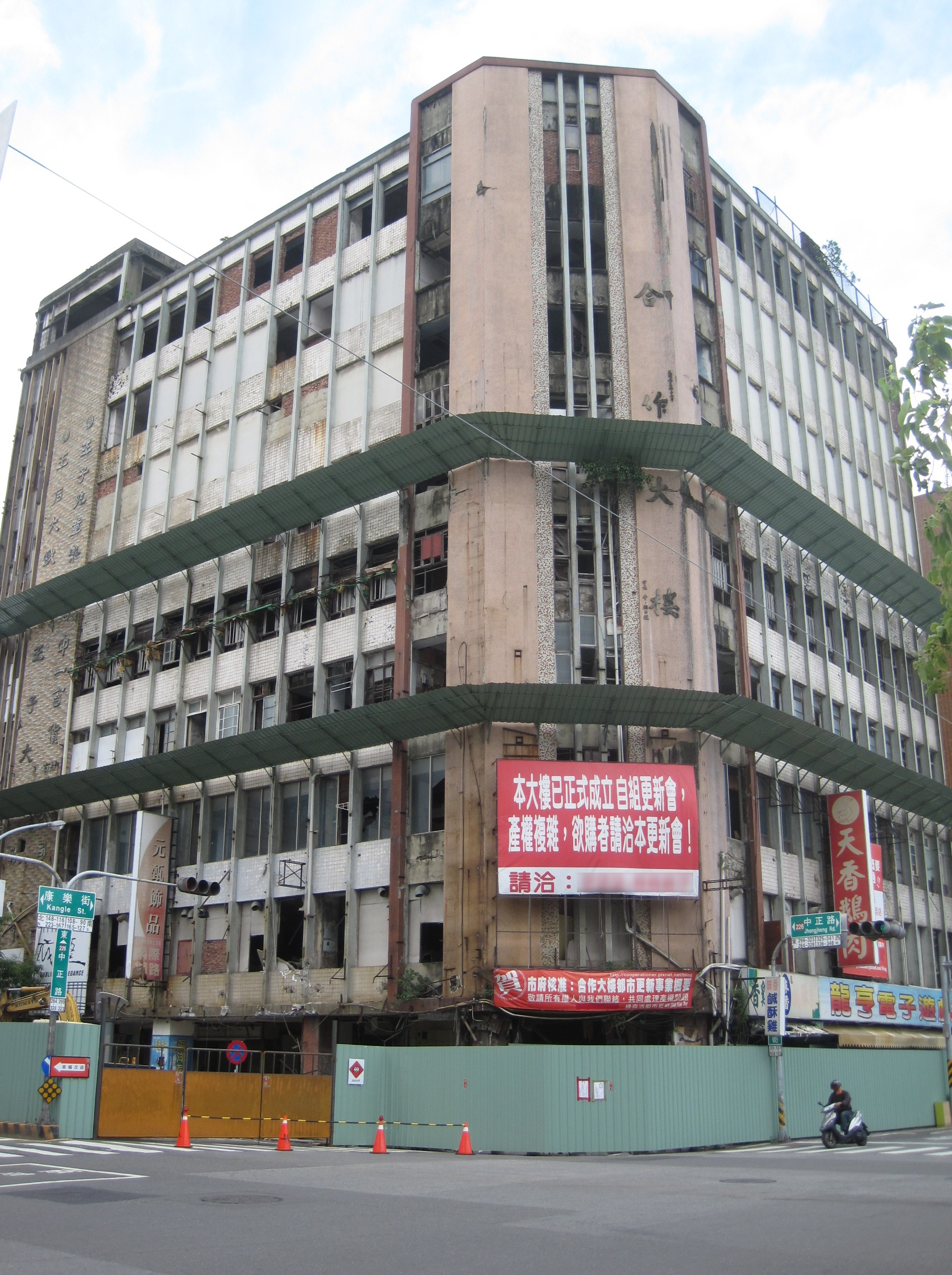
2013年的臺南市合作大樓，周圍已設拆除工程的圍籬。

合作大樓，俗稱九層樓仔，是臺灣臺南市的一幢已拆除的大樓，位於中正商圈，由「臺南市西區合作社」主辦興建，故名合作大樓。合作大樓於1962年動工，是當時臺南首屈一指的複合性商業大樓；它的出現，將臺南市西區中正路的商業發展帶到極點。因樓高九層，比林百貨還高，在當時為南臺灣罕有的高樓，又有「九層樓仔」之稱。最後因為年久失修與都市更新需要而在2013年拆除。

## 沿革

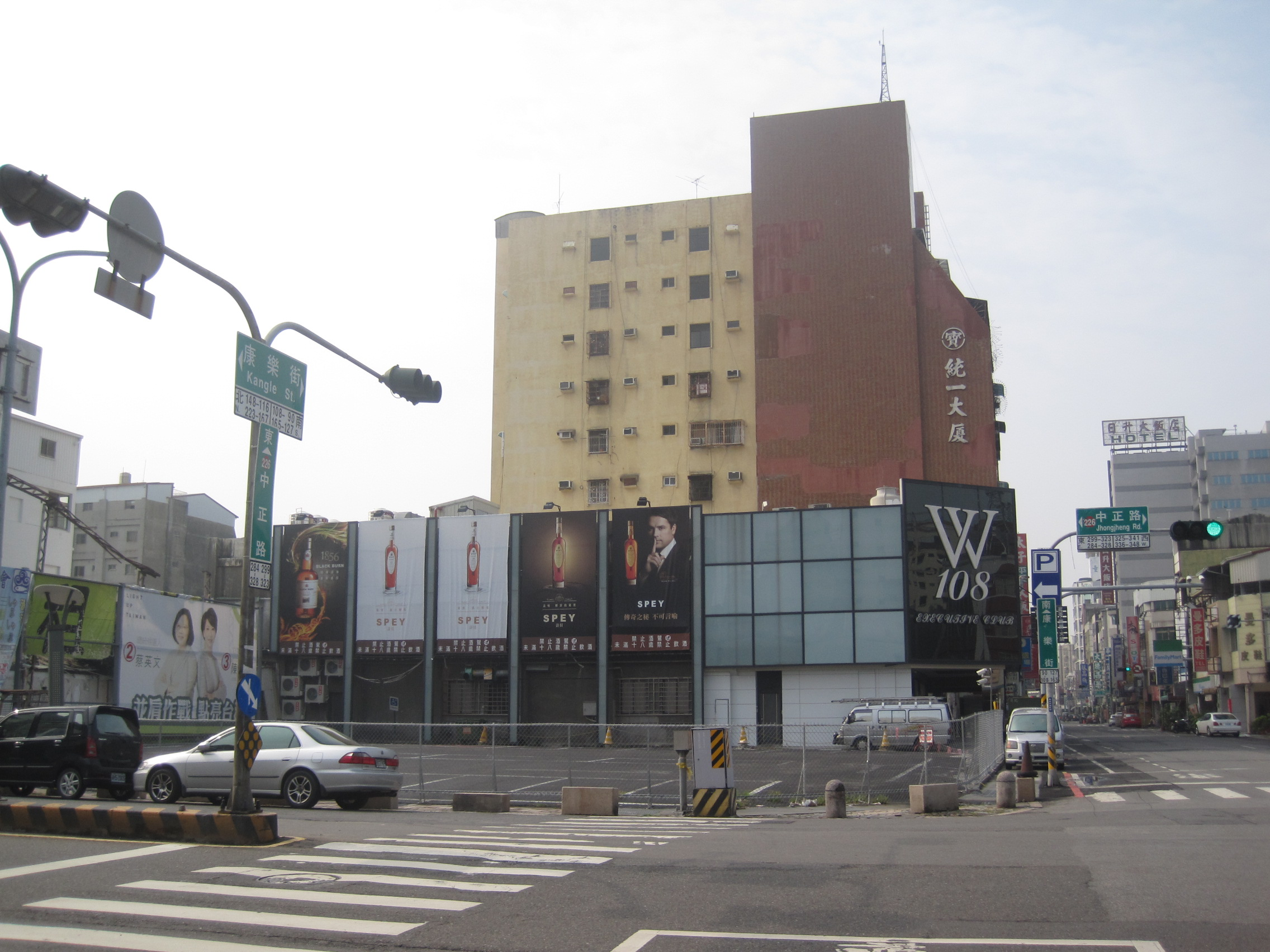
合作大樓拆除後的空地，2016年攝

合作大樓是由臺南市西區合作社集資於1962年12月11日時動工，約在1963年左右落成。當時耗資新臺幣3000萬元、聳立於中正路上成為臺南第一高樓的合作大樓，其中一、二樓間設有「自動電梯」，一到九樓間則設有「升降電梯」。合作大樓採用當時相當新穎的複合式概念經營，將樓層分層銷售給不同業者經營，開業初時包含了兩家戲院、一家百貨公司、歌舞廳，樓頂開設兒童樂園。合作大樓不但是全城最高的建築地標，也是頗受歡迎的庶民娛樂場所。
而在1984年12月24日時，五樓裝修中的歌廳失火，波及樓上六至八樓，二樓的卡拉OK則在灑水灌救時受損，當時一度有五人受困在六樓，後來用雲梯車順利救下，但仍有兩名消防員在灌救時受到輕傷，財物損失約一千萬元。然而不到一個月，隔年1月時合作大樓頂樓的鐵厝又失火，並在現場發現可疑油布，最後兩起火災均查是被人縱火。而在1986年10月15日凌晨三點左右，合作大樓二樓的幸子卡拉OK餐廳又發生火災，三到九樓的23名住戶經雲梯車救下，而由於在這場火災前不久這間餐廳在臺南市公共安全檢查中被漏檢，因此臺南市政府追究相關責任。
之後在1988年7月5日凌晨5：15左右，合作大樓發生了三人死亡，十人受傷的重大火警，死者除兩名幼童外還有消防員李萬生，死因皆是窒息。李萬生因公殉職後，臺灣省警務處消防科長劉大警曾代表警政署長羅張前去慰問，社會各界也紛紛捐款慰問，
而當時的行政院長俞國華亦曾指派行政院第七組的組長吳愷之前往慰問。此外臺南市警察局成立治喪委員會，由當時的臺南市長林文雄擔任主任委員。而這次的火災是從一樓向上延燒，一到四樓全毀，五樓以上則僅受到煙薰。當時的運河里里長王登仕曾表示他在這場火災發生的兩年前就向市政府建議要求合作大樓加裝室外防火梯，結果遭到居民與業者的恐嚇。
後來合作大樓逐漸年久失修，到了2010年時二樓以上部分已經沒有使用，僅一樓還有商家承租，而在2010年4月時，大樓後方外牆崩塌將鄰宅壓毀，屋主因而對臺南市政府申請國家賠償。2011年時，合作大樓已斷水斷電，打算進行都市更新。最後於2013年7月4日開始拆除，正式走入歷史。

## 樓層介紹
合作大樓開業時，由許多業者分層經營的情況。
| 樓層 | 設施                 |
| ---- | -------------------- |
| B1   | 王子戲院             |
| 1    | 中一百貨、小吃攤     |
| 2    | 中一百貨、王子大戲院 |
| 3    | 中一百貨，撞球間     |
| 4    | 中一百貨，撞球間     |
| 5    | 臺南大歌廳           |
| 6    | 王后戲院             |
| 7    | 住家                 |
| 8    | 遠東大舞廳           |
| 9    | 天真兒童樂園         |

## 鄰近
- 中正商圈
- 臺南中國城
- 海安路地下街
- 臺南運河